# Odido
Odido Netherlands B.V. ist der größte Mobilfunkanbieter in den Niederlanden und war bis Anfang 2022 ein Tochterunternehmen der Deutschen Telekom AG. Das Unternehmen hatte im Jahr 2016 nach eigenen Angaben 3,75 Millionen Kunden.

## Geschichte
Im September 2000 beteiligte sich die Deutsche Telekom über ihre Mobilfunkholding T-Mobile International AG an der Gründung des niederländischen Mobilfunkbetreibers Ben. Nach Aufstockung ihres Anteils auf 50 Prozent plus eine Aktie folgte im September 2002 schließlich die vollständige Übernahme der bis dahin von den Mitgesellschaftern Belgacom und TDC gehaltenen Anteile. Am 25. Februar 2003 wurde Ben in T-Mobile Netherlands umbenannt und alle Dienste und Produkte unter der Konzernmarke „T-Mobile“ weitergeführt.
Im Jahr 2007, fünf Jahre nach Markteintritt in den Niederlanden, übernahm die Deutsche Telekom von France Telekom den Mobilfunkanbieter Orange Netherlands. Im Gegenzug erhielt France Telekom einen Kaufpreis von 1,33 Milliarden Euro und die bislang von der Deutschen Telekom gehaltene spanische Festnetz-Tochter ya.com. Mit dieser Übernahme wurde T-Mobile zum zweitgrößten Mobilfunkanbieter in den Niederlanden, nach KPN, aber noch vor Vodafone. Der seit 2002 nicht mehr verwendete Markenname „Ben“ wurde im Jahr 2008 für Mobilfunkverträge im niedrigen Preisbereich wieder eingeführt. 

### Probleme mit dem 3G-Netz
Nach Beschwerden von Kunden und Medienberichten teilte T-Mobile im Mai 2010 mit, dass das 3G-Netz überlastet sei. Als Grund hierfür wurde die gestiegene Nutzung von Smartphones angegeben, was teilweise zum Netzausfall oder Kapazitätsproblemen in Städten und Ballungsräumen führte. Besonders betroffen waren die Städte Amsterdam und Utrecht. Aufgrund des öffentlichen Drucks erfolgte eine finanzielle Entschädigung für Kunden, welche vom Ausfall betroffen waren. Zur Erweiterung der Netzkapazität investierte T-Mobile bis Anfang 2011 10 Millionen Euro in das 3G-Netz.

### Verkaufspläne der Deutschen Telekom
Im Oktober 2015 wurde bekannt, dass die Deutsche Telekom mit Investoren über den Verkauf der T-Mobile Netherlands verhandelt. Der Konzern wollte sich stärker auf Märkte konzentrieren, in denen er nicht nur im Mobilfunk, sondern auch als Anbieter von Festnetz und Internet vertreten war. Der Vorstand gab seine Verkaufspläne jedoch nur wenige Monate später auf, nachdem mit den Gesprächspartnern über den avisierten Kaufpreis von ca. 5 Milliarden Euro keine Einigung erzielt werden konnte.

### Übernahme von Teilen der Vodafone und Fusion mit Tele2
Mitte 2016 verhandelten Liberty Global und Vodafone über den Tausch, Verkauf und Fusion von Unternehmensteilen. Im Rahmen dieser Verhandlungen teilten beide Unternehmen mit, in den Niederlanden ein gemeinsames Joint-Venture unter dem Dach der Liberty-Global-Tochter Ziggo zu gründen. Vodafone brachte gegen entsprechende Beteiligung sein Mobilfunkgeschäft in das neue Unternehmen ein. Die Europäische Kommission genehmigte die Fusion jedoch nur unter Auflagen. Es gab Bedenken, die Konzentration im Festnetzgeschäft werde zu stark. Vodafone verzichtete deshalb darauf, seine Festnetzsparte in das neue Unternehmen einzubringen und verkaufte sie an den Konkurrenten T-Mobile Netherlands. Die Transaktion wurde im Dezember 2016 abgeschlossen und der von Vodafone stammende Unternehmensteil im Februar 2017 in T-Mobile Thuis umbenannt.
Am 15. Dezember 2017 gaben die Deutsche Telekom AG und die schwedische Tele2 bekannt, ihre jeweiligen niederländischen Töchter zusammenzulegen. Tele 2 Nederland soll in T-Mobile Netherlands B.V. aufgehen. Gegen Zahlung von 190 Millionen Euro soll die Deutsche Telekom AG mit 75 Prozent die Mehrheit der Anteile erhalten. Tele2 möchte mit 25 Prozent beteiligt bleiben. Die Vereinbarung sieht jedoch vor, dass Funktürme und Antennenstandorte der T-Mobile vor dem Zusammenschluss ausgegliedert werden und dadurch im alleinigen Eigentum der Deutschen Telekom AG verbleiben. Die Europäische Kommission genehmigte die Übernahme im November 2018. Mit der Integration stiegen die Kundenzahlen auf 4,9 Millionen Kunden (Festnetz und Mobilfunk).

## Marken und Netze
- Unter der Marke T-Mobile werden in den Niederlanden neben Mobilfunk auch, durch die Übernahme von Vodafone, Festnetz-Tarife angeboten. T-Mobile betreibt für die Datenübertragung ein 3G und 4G-Netz mit Datenübertragungen bis zu 60 MB/s.[17]
- Bis zur Übernahme durch die Deutsche Telekom war Ben die Hauptmarke des Unternehmens und wird seitdem als Discount-Marke mit günstigeren Tarifen genutzt.
- KNIPPR ist eine Online-Plattform zum Live-TV-Streaming über das Internet. Neben einem Abruf über Webbrowser, gibt es Apps für mobile Geräte sowie Google Chromecast und Apple TV.[18]